# Élections législatives de 1986 dans l'Eure
Les élections législatives françaises de 1986 ont lieu le 16 mars 1986. Dans le département de l'Eure, cinq députés sont à élire dans le cadre d'un scrutin proportionnel par liste départementale à un seul tour.

## Élus
| Député élu             |  | Parti    |
| ---------------------- |  | -------- |
| François Loncle        |  | PS       |
| Freddy Deschaux-Beaume |  | PS       |
| Claude Michel          |  | PS       |
| Ladislas Poniatowski   |  | UDF (PR) |
| Jean-Louis Debré       |  | RPR      |

## Listes en présence

### Mouvement pour un parti des travailleurs
| N° | Candidats         | Parti | Parti | Principales fonctions                      |
| -- | ----------------- | ----- | ----- | ------------------------------------------ |
| 01 | Guy Pointet       |       | MPPT  | Conseiller municipal de Reuilly, agent EDF |
| 02 | Régis Féron       |       | MPPT  | Cheminot                                   |
| 03 | Françoise Descas  |       | MPPT  | Mère de famille                            |
| 04 | Jean Tanguy       |       | MPPT  | Agent EDF                                  |
| 05 | Jean Lovaty       |       | MPPT  | Enseignant en LEP                          |
|    |                   |       |       |                                            |
| 06 | Thérèse Morvan    |       | MPPT  | Enseignante au lycée d'État d'Évreux       |
| 07 | Patrice Lefortier |       | MPPT  | Cheminot                                   |

### Parti communiste français
| N° | Candidats           | Parti | Parti | Principales fonctions                                                                                          |
| -- | ------------------- | ----- | ----- | --- |
| 01 | Marcel Larmanou     |       | PCF   | Conseiller général du Canton de Gisors et maire de Gisors, instituteur                                         |
| 02 | Rolland Plaisance   |       | PCF   | Conseiller général du Canton d'Évreux-Sud et maire d'Évreux, ancien député, contrôleur URSSAF                  |
| 03 | Denis Saint-Thaurin |       | PCF   | Secrétaire fédéral, Serquigny, ouvrier spécialisé                                                              |
| 04 | Andrée Oger         |       | PCF   | Conseillère générale du Canton de Saint-André-de-l'Eure et maire de Croth, institutrice                        |
| 05 | Francis Courel      |       | PCF   | Conseiller général du Canton de Montfort-sur-Risle et adjoint au maire de Saint-Philbert-sur-Risle, professeur |
|    |                     |       |       | |
| 06 | Evelyne Le Goff     |       | PCF   | Conseillère municipale de Gravigny, employée des P et T                                                        |
| 07 | Gaëtan Levitre      |       | PCF   | Maire d'Alizay, ouvrier métallurgiste                                                                          |

### Majorité présidentielle (PS-MRG)
| N° | Candidats                 | Parti | Parti     | Principales fonctions |
| -- | ------------------------- | ----- | --------- | --- |
| 01 | François Loncle           |       | PS        | Député sortant et maire de Brionne, journaliste                                                                                          |
| 02 | Freddy Deschaux-Beaume    |       | PS        | Député sortant, conseiller général du Canton d'Écos et conseiller municipal de Vernon, inspecteur départemental de l'Éducation Nationale |
| 03 | Claude Michel             |       | PS        | Député sortant et conseiller municipal de Bernay, instituteur                                                                            |
| 04 | Michel Morin              |       | PS        | Suppléant du député Luc Tinseau, attaché parlementaire                                                                                   |
| 05 | Viviane Grout de Beaufort |       | PS        | Adjointe au maire de Gaillon, secrétaire comptable                                                                                       |
|    |                           |       |           | |
| 06 | Michel Ressouche          |       | DVG       | Adjoint au maire de Beuzeville, cadre hospitalier                                                                                        |
| 07 | René-Paul Descoins        |       | PCF diss. | Conseiller municipal d'Évreux, proviseur                                                                                                 |

### Les Verts
| N° | Candidats           | Parti | Parti | Principales fonctions     |
| -- | ------------------- | ----- | ----- | ------------------------- |
| 01 | Yves Lermat         |       | LV    | Technicien chimiste       |
| 02 | Jean Poncharal      |       | LV    | Informaticien             |
| 03 | Danielle de Contes  |       | LV    | Agricultrice              |
| 04 | Jean-Claude Camille |       | LV    | Professeur                |
| 05 | Geneviève Mertz     |       | LV    | Employée Sécurité Sociale |
|    |                     |       |       |                           |
| 06 | Christine Turquer   |       | LV    |                           |
| 07 | Christian Anne      |       | LV    | Forestier                 |

### Union pour la démocratie française
| N° | Candidats             | Parti | Parti   | Principales fonctions |
| -- | --------------------- | ----- | ------- | --- |
| 01 | Ladislas Poniatowski  |       | UDF-PR  | Conseiller général du Canton de Quillebeuf-sur-Seine, vice-président du conseil général et maire de Quillebeuf-sur-Seine, cadre           |
| 02 | Philippe Pontet       |       | UDF-PR  | Conseiller général du Canton de Brionne et vice-président du conseil général, ancien député;Conseiller référendaire à la Cour des comptes |
| 03 | Jean-Jacques Hubert   |       | UDF-PR  | Conseiller général du Canton d'Évreux-Est et conseiller municipal d'Évreux, avocat                                                        |
| 04 | Jean-François Hervieu |       | UDF     | Président de la Chambre d'agriculture de l'Eure, agriculteur                                                                              |
| 05 | Nicole Bajet          |       | UDF-CDS | Mère de famille, Vernon |
|    |                       |       |         | |
| 06 | Paul Bonnet           |       | UDF     | Premier adjoint au maire des Andelys, vétérinaire                                                                                         |
| 07 | Michel Simon          |       | UDF     | Conseiller municipal d'Évreux, cadre commercial                                                                                           |

### Rassemblement pour la République
| N° | Candidats             | Parti | Parti | Principales fonctions                                                                               |
| -- | --------------------- | ----- | ----- | --------------------------------------------------------------------------------------------------- |
| 01 | Jean-Louis Debré      |       | RPR   | Magistrat                                                                                           |
| 02 | Bernard Tomasini      |       | RPR   | Conseiller général du Canton des Andelys, gestionnaire d'entreprise                                 |
| 03 | Françoise Charpentier |       | RPR   | Conseillère générale du Canton de Damville, vice-présidente du conseil général et maire de Damville |
| 04 | Pascal Chevalier      |       | RPR   | Conseiller municipal de Barc, agriculteur                                                           |
| 05 | Anne-Marie Leturcq    |       | RPR   | Adjointe au maire de Bernay                                                                         |
|    |                       |       |       | |
| 06 | Pierre Grancher       |       | RPR   | Commerçant indépendant                                                                              |
| 07 | Arnaud Périnelle      |       | RPR   | Conseiller général du Canton de Conches-en-Ouche, agent de maitrise                                 |

### Divers droite (RPR diss.)
| N° | Candidats                  | Parti | Parti           | Principales fonctions |
| -- | -------------------------- | ----- | --------------- | --- |
| 01 | Victor-François de Broglie |       | DVD (RPR diss.) | Conseiller général du Canton de Rugles, vice-président du conseil général et conseiller municipal d'Évreux, directeur financier                |
| 02 | Serge Desson               |       | DVD             | Conseiller général du Canton de Beaumont-le-Roger, vice-président du conseil général et maire de Beaumont-le-Roger, directeur commercial       |
| 03 | Madeleine Kieffer          |       | DVD             | Conseillère municipale des Andelys , institutrice                                                                                              |
| 04 | Jacques Duval              |       | UDF diss.       | Conseiller général, vice-président du conseil général et maire de Saint-Georges-du-Mesnil                                                      |
| 05 | Jean Schneider             |       | DVD (RPR diss.) | Conseiller général du Canton d'Amfreville-la-Campagne, 1er vice-président du conseil général et maire de La Saussaye, masseur-kinésithérapeute |
|    |                            |       |                 | |
| 06 | Bruno Leroy                |       | DVD             | Conseiller municipal de Breux-sur-Avre, exploitant agricole                                                                                    |
| 07 | Denise Got                 |       | DVD             | Médecin pédiatre au centre hospitalier d'Évreux                                                                                                |

### Front national
| N° | Candidats              | Parti | Parti | Principales fonctions             |
| -- | ---------------------- | ----- | ----- | --------------------------------- |
| 01 | Jean-Pierre Lussan     |       | FN    | Avocat à la Cour d'appel de Paris |
| 02 | Guy Dugrès             |       | FN    | Kinésithérapeute                  |
| 03 | François Avon          |       | FN    | Ingénieur commercial              |
| 04 | Jean-Luc Mesnager      |       | FN    | Fonctionnaire                     |
| 05 | Gérard-André Delacrose |       | FN    | Technicien                        |
|    |                        |       |       |                                   |
| 06 | Irma Boissard          |       | FN    | Professeur, retraitée             |
| 07 | Pierre Surgeon         |       | FN    | Retraité                          |

## Résultats

### Résultats à l'échelle du département
| Liste Parti politique | Liste Parti politique                                                                                            | Tête de liste              | Tour unique | Tour unique | Sièges |
| Liste Parti politique | Liste Parti politique                                                                                            | Tête de liste              | Voix        | %           | Sièges |
| --------------------- | --- | -------------------------- | ----------- | ----------- | ------ |
|                       | Pour une majorité de progrès avec le président de la République Parti socialiste (MRG - AÉ)                      | François Loncle            | 80 043      | 32,64       | 3      |
|                       | Liste UDF pour l'Eure Union pour la démocratie française                                                         | Ladislas Poniatowski       | 52 066      | 21,23       | 1      |
|                       | Équipe pour le renouveau de la France et de l'Eure Rassemblement pour la République                              | Jean-Louis Debré           | 51 412      | 20,97       | 1      |
|                       | Liste du Parti communiste français Parti communiste français                                                     | Marcel Larmanou            | 22 358      | 9,12        | 0      |
|                       | Liste de Rassemblement national présentée par le Front national Front national                                   | Jean-Pierre Lussan         | 19 957      | 8,14        | 0      |
|                       | ELIR 27 - Élus locaux indépendants et responsables de l'Eure diss. Rassemblement pour la République              | Victor-François de Broglie | 11 977      | 4,88        | 0      |
|                       | Liste des Verts Les Verts                                                                                        | M. Lermat                  | 5 442       | 2,22        | 0      |
|                       | Liste du Mouvement pour un parti des travailleurs Eure Extrême gauche (Mouvement pour un parti des travailleurs) | Guy Pointet                | 1 925       | 0,78        | 0      |
|                       | |                            |             |             |        |
| Inscrits              | Inscrits | Inscrits                   | 328 539     | 100,00      | 5      |
| Abstentions           | Abstentions | Abstentions                | 69 889      | 21,27       |        |
| Votants               | Votants | Votants                    | 258 650     | 78,73       |        |
| Blancs et nuls        | Blancs et nuls                                                                                                   | Blancs et nuls             | 13 470      | 5,21        |        |
| Exprimés              | Exprimés | Exprimés                   | 245 180     | 94,79       |        |